# Узрочност
Узрочност или каузалитет (лат. causalitas) јест филозофски концепт који покушава да објасни однос узрока и последице. У ужем смислу, узрочност је нужна веза узрока и последице, која подразумева да кад год је присутан узрок, тад је нужно присутна и последица. О узрочно-последичној вези се може говорити само када појава А, под одређеним околностима, увек као последицу изазива појаву Б. У последици не сме бити ни више ни мање садржаја него у узроку, а објашњење мора елиминисати сваки остатак или вишак за који се не може претпоставити да настаје деловањем датог узрока.
Узрочност је основа индуктивног закључивања и пружа основу за очекивање да ће се иста веза узрока и последице увек поновити под истим условима. Наука претпоставља да узрочно-последична веза прожима све појаве у природној и друштвеној стварности, и да свака последица има свој узрок. Задатак је појединих наука да на претпоставци узрочности истраже и установе конкретне узрочно-последичне везе у искуственом материјалу.
Узрочност није само линеарна и једносмерна, јер се последица може одражавати не само на даљим последицама, него и на самом узроку, односно суузроцима. У стварности постоји безброј међусобно испреплетених «каузалних ланаца», јер свака појава представља уједно и последицу и узрок. Постоје и појаве које нису каузално повезане, али се често налазе једна иза друге, без икакве везе осим просторно-временске (нпр. узимање безначајног лека и оздрављење болесника (тзв. плацебо ефекат), опажена црна мачка и незгода). Поред тога, постоје и појаве које се без међусобне узрочне везе ипак редовно појављују заједно, било у временском следу тј. сукцесивно (нпр. дан и ноћ), било истовремено, симултано.

## Узрочност у филозофији

### Индијска схватања
Магијски свет древне Индије није знао за логички однос узрока и последице; на његовом месту налазило се учешће неке ствари или бића у некој другој ствари или бићу. Развојем филозофије, утврђени су прецизни односи између премисе и последице. Истовремено, продубљивања појма карме, схваћене не само у смислу жртвеног чина већ и као моралног, који непогрешиво доноси плодове, довели су до истраживања узрочности у свету морала. Тако су ђаине и будисти утврдили да је сваки поједини чин нужно повезан са својом последицом.
Мадхавачарја показује да су у индијској филозофији постојале четири различите концепције каузалног односа (karyakaranabhava). Према већини будистичких школа, последицу изазива неки прошли узрок, јер, пошто је реална само тачка-тренутак, која нестаје чим настане, између узрока и последице нема контакта. На друго и на треће место долазе две супротне теорије, satkaryavada и asatkaryavada. Прва је својствена самкја школи, и по њој последица (karya) јесте (sat) у узроку, а друга, својствена нјаји, тврди да последица не преегзистира у узорку, већ представља нешто сасвим ново. Према ведантском монизму, које заузима четврто место у Мадхавиној класификацији, само је брахман реалан, док је свет маја или привид, па се не може говорити о модификацији супстанце, као у самкји, која се дефинише као parinamavada (теорија о трансформацији материје), већ претварању једне идеје у другу (vivartavada).
Самкја је претпостављала да постоји једна једина супстанца, која, пролазећи кроз узастопне модификације, ствара свемир и психофизички комплекс, односно нас. Свака постојећа ствар је излажење на видело, остваривање неког претходног потенцијалног стања, у коме је она већ постојала неиспољено. Крчаг већ постоји у глини од које је направљен, а постаје крчаг захваљујући промени стања (паринама), док подлога остаје иста. О овоме говори чувени стих из Багавадгите, која одражава ову идеју: »не постаје ништа што већ не постоји, а оно што постоји не може да постане непостојеће«. Насупрот самкји, нјаја-ваишешика тврди да последица није садржана у узроку, не преегзистира у њему, већ представља нешто апсолутно ново, чија је појава чак условљена уништењем узрока. Ова школа често наводи приговор: ако комад тканине већ постоји у нитима, како га ми не видимо, а чула су нам исправна?
Ведантски филозоф Шанкара је тврдио да се узрочни однос састоји у промени форме, при чему супстанца остаје непромењена. Здела или тањир увек остају глина иако попримају посебне видове, које разликујемо по име-облику (нама-рупа). Прави узрок је глина, дакле јестање, сат. Оно што изгледа као последица није ништа друго доли производ маје, или незнања. Тако је у свемиру само биће реално; многоликост ствари је пука илузија.

### Будистичка схватања
У будизму теорија каузалитета води порекло од изворне етичке преокупације. Самом Буди се приписивала формулација принципа условљеног порекла, који је током времена тумачен на различите начине, али ипак остао средишњи и карактеристични проблем ове школе. Зачетника и прве учитеље будизма занимао је проблем настанка и развоја живота као кармичког процеса. Претпоставка индивидуалне егзистенције је незнање, које ишчезава када сазнање открије механизам живота, тј. његову променљивост и непостојаност. Незнање ставља у покрет творевине и обрасце (самскара) што одређују нов живот, који се, уколико га не заустави дисциплина прожета сазнањем, пројектује, стварајући опет нове силе и отиске, у будућу егзистенцију.
Плурализам древног будизма је сводио свест и свет на два паралелна низа елемената, названа дарма, који се преплићу, узајамно сагласни и увек у покрету. Све је потенцијалан узрок свега. Стога се не може једноставно рећи да нешто потиче од неке просте ствари. Свака ствар представља тачку сусрета безбројних низова у сталном развоју, који, сусрећући се тако, стварају ту нову ствар, од које потиче даљи развој и остваривање других могућности. Иако су се каузални односи показали тако сложеним да превазилазе могућност поимања, учитељи су их свели на одређене групе, чији је број, по школама тераваде, износио 21, или на четири услова и шест узрока, по учењу (абхидхарма) сарвастивадина.
Махајана се темељније позабавила појмом узрочности. С обзиром да је једина реалност тачка-тренутак (кшана), узрок је већ ишчезао када настаје последица. Ова два момента, прошло и наредно, нису повезани, али, истовремено, без једног не би било другог. Тренутност постојања значи непрестан ток, при чему је сваки тренутак непосредан услов за следећи, те условљавајући га тако, иако сам више не постоји, ипак је претпоставка јављања другог момента.
Узмимо пример пупољка, о коме расправљају индијски логичари: да би се он развио, потребно је истовремено постојање многих каузалних чинилаца: семе, земља итд. Ако би они трајали не губећи облик, не би било преласка из једне форме у другу, пошто би оне биле истоветне, те би земља, семе и пупољак били једна иста ствар. Ако би, пак, разлика постојала па се једна форма јављала после друге, не би више било континуитета. По будистичкој теорији вечног тока тренутака, последица настаје када узрок још није уништен, али то не значи да су узрок и последица симултани. Последица је други тренутак и настаје уколико се у првом тренутку испољи стање узрока, а започиње док узрок још увек јесте. Но узрок престаје да постоји у истом тренутку у коме настаје последица; ако би и даље трајао, не би више био узрок, јер не може да буде узрок онога што већ јесте, или би то значило ново произвођење већ произведеног.— Шантиракшита и Камаласила о узрочности
За школу средњег пута, закон условљеног настанка добија прилично различито значење. Ствари што нам се указују немају објективно постојање, већ су привидне представе, које се узајамно условљавају и односе једна према другој као високо и ниско, велико и мало. Једина реалност је празнина — оно непредикабилно што превазилази сваку појмовну операцију.
Школа свести заузима друкчији став: свест је реална; као и њен садржај, што значи да условно настајање поново задобија своју вредност. Узрочност делује у разним моментима свести, а не у сфери предмета, који не постоје.
Размишљање о узроцима је имало за циљ да открије устројство самсаре, суштинско питања индијске мисли. Будизам је закључио да се кретањем унатраг никад не стиже до почетка самсаре. Ту су готово све струје биле истог мишљења, слажући се да је незнање основна претпоставка и покретач самсаре. Но овом незнању не зна се почетак; може се рећи само да оно јесте одувек. Каузални ланац се прекида када се укине незнање, које је узрок сеоба и бола.

### Грчка схватања
У античкој метафизици се веровало да закон узрочности конституише свако догађање.
Међу стварима које настају једне су производи природе, друге су производи вештине, а треће настају по случају. Све што настаје као нешто, настаје из нечега и помоћу нечега.— Аристотел, Метафизика, VII 7, 1032а

### Средњовековна схватања
По средњовековним теоријама узрочности, све што се у свету дешава, дешава се или потпуно божјом вољом, или уз помоћ божјег деловања. Сматрало се да „коначне“ (створене, контингентне) ствари, или немају могућност узрочног деловања, па је оно што изгледа као узрок и оно што изгледа као последица заправо последица божјег деловања. Свако кретање у свемиру настаје услед божјег деловања.
Средњовековни арапски филозоф Ибн Араби не признаје мноштво узрока који сачињавају наводну узрочност, већ само један узрок, Бога. Он назива узрочност човековим причином тврдећи да се Бог не служи каузалитетом као „богом испред Бога“.

### Нововековна схватања
У нововековној филозофији, Лајбниц даје прецизну формулацију принципа каузалитета.
Ништа се не догађа без узрока или бар одређујућег разлога, што ће рећи без нечега што би могло послужити као априори разјашњење зашто је ово постојеће пре него непостојеће и зашто оно јест тако а не другачије.— Лајбниц, Теодицеја, параграф 44
Спиноза третира закон узрочности као аксиом:
Из датог одређеног узрока по нужности следи ефекат; и обрнуто, ако није дат никакав одређени узрок, немогуће је да следи ефекат.— Спиноза, Етика I, Аксиома III
Немачки идеалистички филозоф Имануел Кант види принцип узрочности у основи сваке промене.
Све промене се дешавају по закону спајања узрока и ефекта.— Кант, Критика чистог ума, Аналитика основних ставова, Друга аналогија
Немачки филозоф Фридрих Ниче у више наврата је критиковао концепт узрочности:
Из чињенице да се нешто догађа правилно, и да се може предвидети, не следи да се догађа по нужности. Ако се известан квантум силе одређује и понаша у сваком одређеном случају на један једини начин, то не доказује да нема »слободне воље«. »Механичка нужност« није никакав факт: ми смо је унели у појаве. Ми смо подобност појава да уђу у формуле протумачили као последицу нужности која царује над појавама. Али из тога што ја чиним нешто одређено не следи никако да то принудно чиним.— Фридрих Ниче, За борбу против детерминизма и телеологије (Воља за моћ, 552)
»Промене« су само појаве (или чулни процеси за нас); кад ми ставимо између њих још и правилно враћање, ми тиме не доказујемо ништа друго сем чињенице да се увек тако дешавало. Осећање да је post hoc (после тога) у ствари propter hoc (ради тога), може се лако објаснити као неспоразум; оно је појмљиво. Али појаве не могу бити »узроци«!— Фридрих Ниче, Против каузалитета (Воља за моћ, 545)

## Врсте узрочности
Запажање да узрочна повезаност нема у свим областима бића исти карактер условило је разликовање више типова каузалитета:
- Физички или механички каузалитет - када узрок изазива учинак додиром, сударом или неким другим дејством чији се интензитет може израчунавати или мерити;
- Органски или биолошки каузалитет - објашњава везу узрока и последице у органској природи;
- Телеолошки каузалитет - који не подразумева да узрок мора временски претходити учинку, већ да крајња сврха има дејство на ток и природу догађања. Многи аутори одричу заснованост телеолошког каузалитета, нарочито присталице механичког каузалитета;
- Психолошки каузалитет - који утврђује везу мотива и делања у људском понашању и омогућава објашњење, предвиђање и разумевање индивидуалног или колективног понашања.[6]
- Теолошки или волунтаристички каузалитет - који сматра да су ефекти непредвидљиви уколико су узроци дати у облику неке слободне воље. Неки научници оспоравају овај тип каузалитета.